# Гастон (округ)
Округ Гастон (англ. Gaston County) располагается в штате Северная Каролина, США. Официально образован 21 декабря 1846 года. По состоянию на 2010 год, численность населения составляла 206 086 человек.

## География
По данным Бюро переписи США, общая площадь округа равняется 942,761 км2, из которых 922,041 км2 суша и 18,130 км2 или 2,020 % это водоёмы.

## Население
По данным переписи населения 2004 года в округе проживает 194 459 жителей в составе 73 936 домашних хозяйств и 53 307 семей. Плотность населения составляет 206,00 человек на км2. На территории округа насчитывается 78 842 жилых строений, при плотности застройки около 85,00-ти строений на км2. Расовый состав населения: белые — 83,00 %, афроамериканцы — 13,90 %, коренные американцы (индейцы) — 0,30 %, азиаты — 1,00 %, гавайцы — 0,00 %, представители других рас — 0,30 %, представители двух или более рас — 1,00 %. Испаноязычные составляли 3,00 % населения независимо от расы.
Средний возраст жителя округа 36,89 лет. Средний доход на домохозяйство в округе составлял 39 482 USD, на семью — 46 271 USD. Среднестатистический заработок мужчины был 33 542 USD против 23 876 USD для женщины. Доход на душу населения составлял 19 225 USD. Около 8,30 % семей и 10,90 % общего населения находились ниже черты бедности, в том числе — 14,50 % молодежи (тех, кому ещё не исполнилось 18 лет) и 11,10 % тех, кому было уже больше 65 лет.